# Pleurogeophilus turkensis
Pleurogeophilus turkensis är en mångfotingart som beskrevs av Chamberlin 1952. Pleurogeophilus turkensis ingår i släktet Pleurogeophilus och familjen storjordkrypare.
Artens utbredningsområde är Turkiet. Inga underarter finns listade i Catalogue of Life.